# Canevino
Canevino (lombardul: Canevén) település Olaszországban, Lombardia régióban, Pavia megyében. Lakosainak száma 108 fő (2018. január 1.). Canevino Caminata, Montecalvo Versiggia, Nibbiano, Rocca de’ Giorgi, Ruino és Volpara községekkel határos.

## Népesség
A település népességének változása:

| 2017 | 110 |
| 2018 | 108 |